# Dalyan köfte

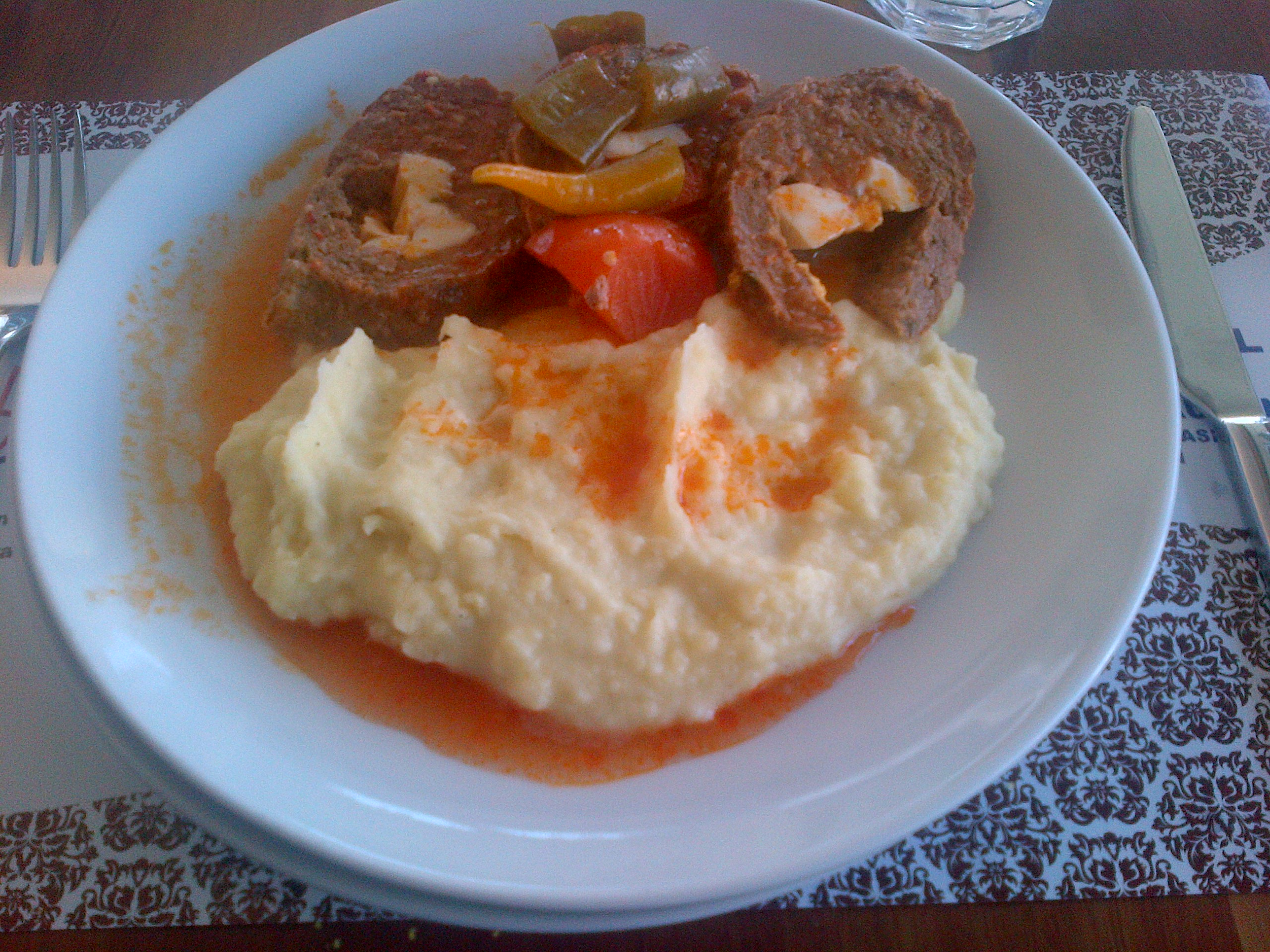
Dalyan köfte amb puré de patates.

El dalyan köfte és un plat de carn vermella de la cuina turca, fet amb carn picada, generalment de vedella, verdures i ou dur.

## Elaboració

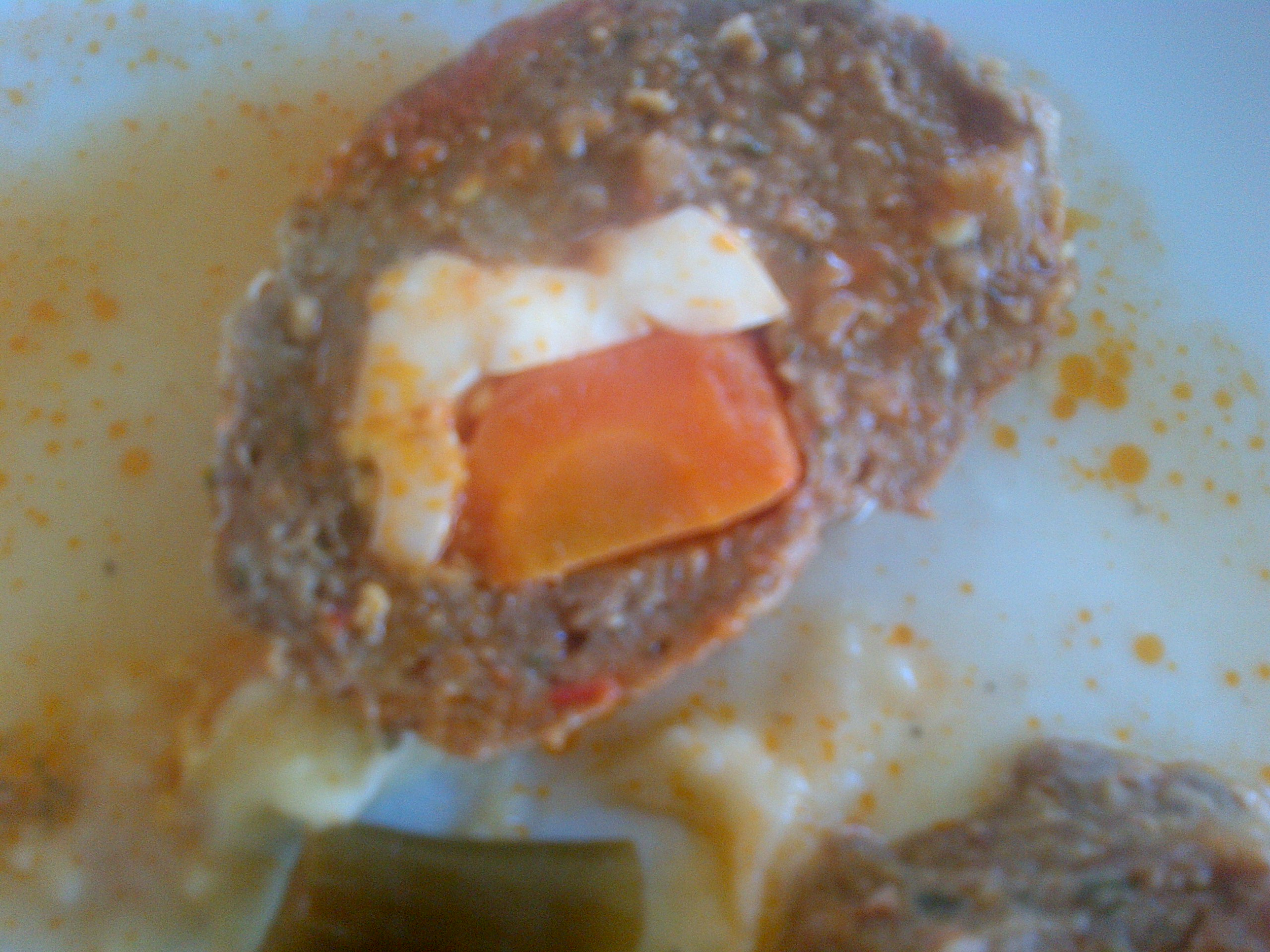
Un Dalyan köfte al detall. El dalyan köfte se serveix en rodanxes.

El dalyan köfte s'elabora amassant la carn amb espècies (pebre negre, pebre vermell i comí), sal, cebes picades i molla de pa o farina de galeta (en turc igualment galeta unu), i un rovell d'ou. Després de deixar reposar la massa una hora a la nevera, s'ha d'aplanar la massa -com si fos un full gran- amb un corró de cuina. A continuació, s'ha de fer un rotllo amb aquesta massa, omplint el centre amb ous durs, pastanaga cuita i pèsols. Tot seguit, s'ha de pintar amb salça diluïda i clara d'ou. Posteriorment, s'ha de cuinar al forn a 200 graus durant 15 minuts amb paper d'alumini (sense que toqui la carn) i finalment, s'ha de treure l'alumini i deixar-ho al forn fins que es quedi rostit.
El dalyan köfte gairebé sempre se serveix amb puré de patates.